# George Brettingham Sowerby III
George Brettingham Sowerby III (* 16. September 1843 in London; † 31. Januar 1921) war ein britischer Malakologe, Illustrator und Verleger.
Sowerby war der Sohn von George Brettingham Sowerby II und stammte aus einer Familie von Naturforschern, die vor allem Bücher über Mollusken veröffentlichten. Er setzte das Werk seines Vaters und Großvaters, besonders den Thesaurus Conchyliorum fort. Er trat mit 17 Jahren in das Geschäft seines Vaters in London (Great Russell Street) ein. Da er selbst farbblind war, übernahm später seine Tochter die farbige Illustration. 1887 zog er mit seinem Verlag in die Fulham Road, 1897 nahm er H. C. Fulton als Partner auf und 1899 zog er nach Kew. 1916 ging er in den Ruhestand.
Von ihm stammen rund 95 Arbeiten überwiegend zur Systematik von Mollusken.
1888 wurde er Fellow der Linnean Society.
1867 heiratete er Rose Wilkie, mit der er einen Sohn (mit gleichem Namen, er wanderte nach Australien aus) und zwei Töchter hatte.

## Schriften
- Thesaurus Conchyliorum. 1842 bis 1887 (mit seinem Großvater und seinem Vater, mit Beiträgen von anderen Wissenschaftlern)
- Illustrated Index of British Shells. 2. Auflage 1887 (erste Auflage von seinem Vater)
- Marine shells of South Africa. 1892